# Katie Hoyle
Katie Hoyle (ur. 1 lutego 1988 w Auckland) – nowozelandzka piłkarka grająca na pozycji pomocnika, zawodniczka University of Waikato i reprezentacji Nowej Zelandii, w której zadebiutowała 14 listopada 2006 w meczu przeciwko Chinom. Uczestniczka Mistrzostw Świata 2007 oraz XXIX Igrzysk Olimpijskich w Pekinie (2008).